# Norman Tebbit
Norman Beresford Tebbit, Baró Tebbit, CH, PC (nascut 29 de març 1931) fou un polític britànic. Membre del Partit Conservador, va servir en el Gabinet de 1981 a 1987 com a Secretari d'Estatal d'Ocupació (1981–83), Secretari d'Estatal de Comerç i Indústria (1983–85), Canceller del Ducat de Lancaster (1985–87) i President del Partit Conservador (1985–87). Fou també un parlamentari (MP) entre 1970 i 1992, representant de les constituencies d'Epping (1970–74) i Chingford (1974–92).
El 1984, va ser ferit per l'Exèrcit Republicà irlandès Provisional durant un bombardeig al Grand Hotel de Brighton, durant una conferència del seu partit. L'explosió també va afectar la seva dona, qui va quedar invàlida. Va deixar el govern després de les Eleccions generals de 1987 per cuidar de la seva família. Quan Margaret Thatcher es va retirar el 1990 va considerar presentar-se com a candidat a liderar el partit, però va preferir continuar apartat de la primera línia política. Deixaria el seu seient al Parlament Britànic el 1992, des de llavors seu a la Cambra dels Lords com a Baró Tebbit, de Chingford.
El 2017 va fer servir el procés independentista català per a amenaçar Rajoy sobre la sobirania de Gibraltar, arran de les declaracions d'Espanya pel Brèxit.

## Llibres
- Britain's Future: A Conservative Vision (1985) ISBN 0-85070-743-9
- Britain in the 1990s (1986) ISBN 0-86048-006-2
- Values of Freedom (1986) ISBN 0-85070-748-X
- New Consensus (1988) ISBN 1-871591-00-7
- Upwardly Mobile (Futura, 1991) ISBN 0-297-79427-2
- Unfinished Business (Weidenfeld and Nicolson, 1991) ISBN 0-297-81149-5
- Lindsay Jenkins Disappearing Britain: The EU and the Death of Local Government (Britain in Europe) (2005) ISBN 0-9657812-3-2. (Foreword).
- The Game Cook (2009) ISBN 978-1-906779-11-5